# Kilian Le Blouch
Kilian Le Blouch, (* 7. října 1989 Clamart) je francouzský zápasník–judista.

## Sportovní kariéra
S judem začal v Clamartu v 7 letech. Od roku 2009 je členem klubu FLAM91 na předměstí Paříže (do roku 2012 klub nesl název AJ91), kde se připravuje pod vedením Baptisty Leroye. V roce 2012 jeho sportovní kariéru přibrzdilo zranění ramene. V roce 2015 uspěl na regionálních turnajích světového poháru, které ho katapultovaly na přední příčky žebříčku pololehkých vah. Francouzská jednička Loïc Korval se v roce 2016 tahal s Francouzskou antidopingovou agenturou (AFLD) po soudech a při nominační uzávěrce Francouzům nezbyla jiná možnost než ho na olympijské hry v Riu nominovat. V úvodním kole olympijského turnaje ho v posledních sekundách zápasu zachránila rozhodčí, když jeho soupeři Britu Colinu Oatesi udělila přísně šido za pasivitu. V prodloužení získal na Britovi třetí šido a postoupil do dalšího kole, ve kterém podlehl Korejci An Pa-ulovi technikou seoi-nage na wazari.
Vedle aktivní sportovní kariéry se věnuje i práci trenéra, k jeho žákům a sparringpartnerům patří například Walide Khyar.

### Vítězství
- 2015 – 3× světový pohár (Tunis, Minsk, Glasgow)
- 2016 – 1× světový pohár (Tunis)

## Výsledky
| Olympijské hry     |    | — |   |   |   | úč. |  |  |  |  |  |  |  |  |  |  |  |  |  |  |  |
| Mistrovství světa  | —  |   | — | — | — |     |  |  |  |  |  |  |  |  |  |  |  |  |  |  |  |
| Evropské hry       |    |   |   |   | — |     |  |  |  |  |  |  |  |  |  |  |  |  |  |  |  |
| Mistrovství Evropy | —  | — | — | — | — | úč. |  |  |  |  |  |  |  |  |  |  |  |  |  |  |  |
| ME do 23 let       | 3. |   |   |   |   |     |  |  |  |  |  |  |  |  |  |  |  |  |  |  |  |